# دويتشه ويرفت
دويتشه فيرفت (بالألمانية: Deutsche Werft) كانت شركة بناء السفن ومقرها في مدينة هامبورغ الألمانية. تأسست في عام 1918 على يد ألبرت بالين الذي استثمر في شركتي مان وخط هامبورغ أمريكا. في زمن السلم، بنت دويتشه فيرت السفن التجارية. أما في في الحرب العالمية الثانية، قامت الشركة ببناء 113 غواصة تايب تسعة والتايب الثالث والعشرون من أجل سلاح البحرية النازي الكريغسمارينه. في عام 1968 تم دمج دويتشه فيرت وأصبحت جزءًا من شركة أتش دي دبليو.